# Jouhikko

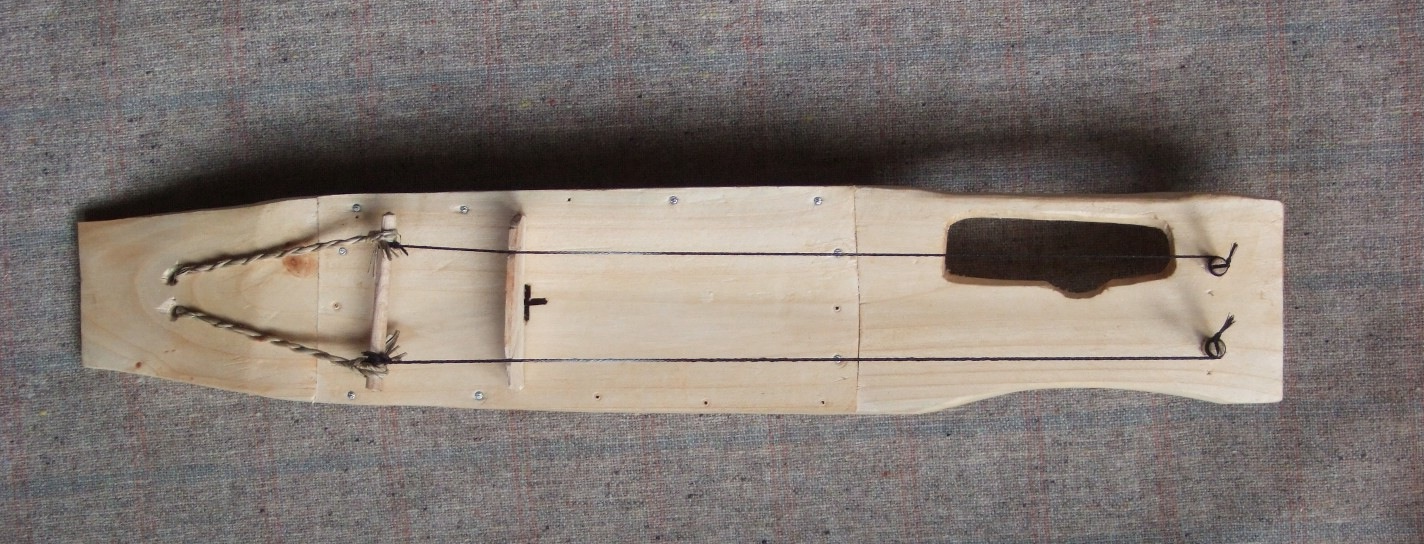
Réplica de un jouhikko del fabricado por Simon Chadwick

El jouhikko es una lira tradicional de dos o tres cuerdas que se toca con arco y es originaria de Finlandia y Carelia, Rusia. Sus cuerdas son tradicionalmente de pelo de caballo. El uso de este instrumento nunca llegó a desaparecer completamente. Hay noticias de, al menos, un intérprete que continuaba esta tradición en Finlandia.

## Nombre
El Jouhikko también se llama jouhikannel o jouhikantele, es decir, un kantele que se toca con arco. Hay nombres diferentes para el instrumento en distintos idiomas.

## Historia
Tal vez la representación definitiva más temprana de este tipo de instrumento es la talla de piedra de la catedral de Trondheim, Noruega, que data del segundo cuarto del siglo XIV.
Los escritores del siglo XVIII en latín mencionan instrumentos que parecen ser un jouhikko, pero la primera ilustración proviene de c. 1830. Los coleccionistas de música folclórica de finales del siglo XIX y principios del XX visitaron a los músicos en Finlandia y Karelia, y recogieron instrumentos, observaron melodías, realizaron grabaciones de campo y tomaron fotografías.

## Repertorio
El repertorio de jouhikko procede mayoritariamente de recogidas de campo a cargo de A. O. Väisänen entre 1913 y 1931. El jouhikko se utilizaba para tocar música de baile. Las melodías recogidas son muy cortas y fueron, en gran parte, improvisadas. La escala del jouhikko es de solo 6 notas, con un dron en sonido constante.

## Afinación

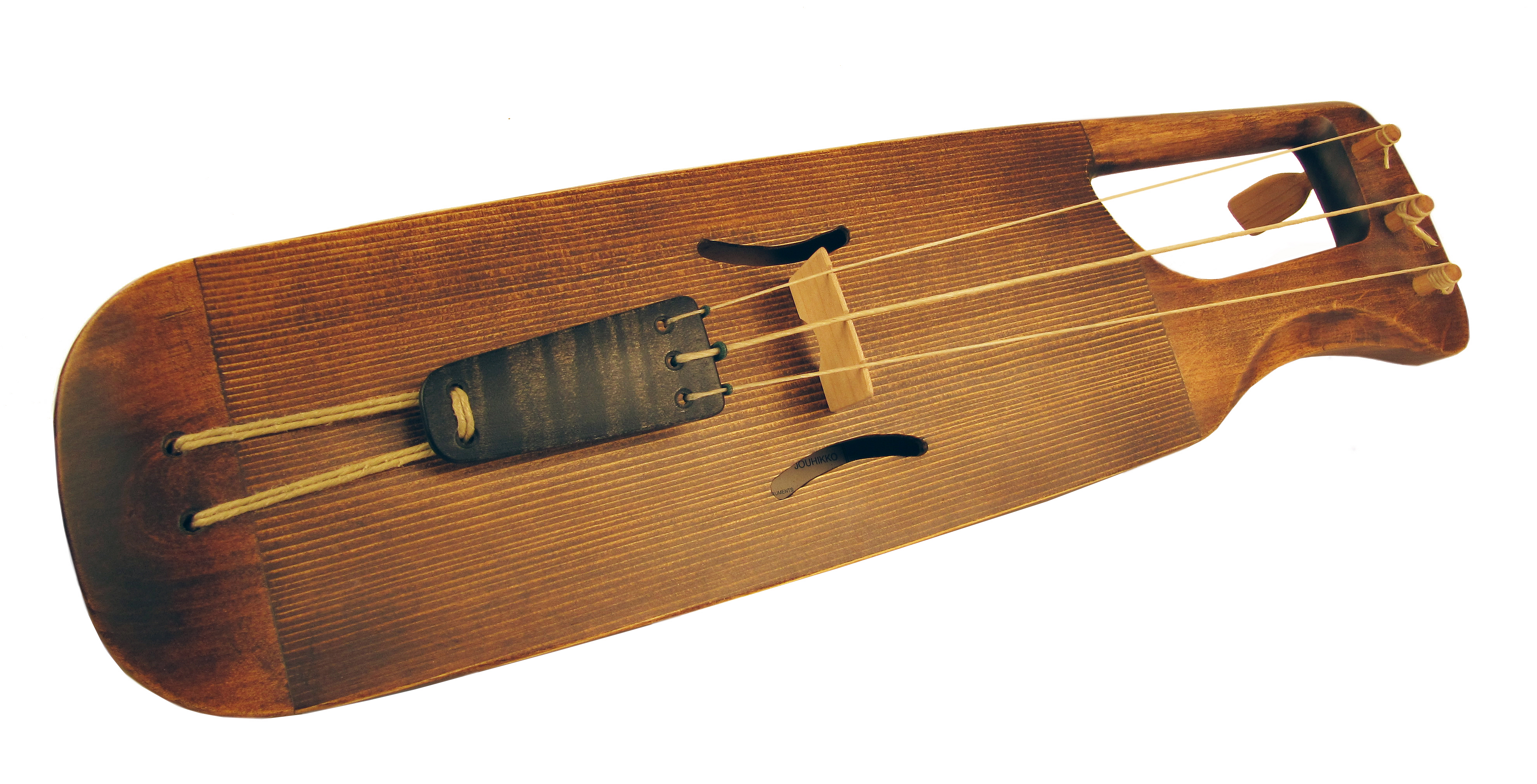
Jouhikko de tres cuerdas de la Carelia rusa. Realizado por el maestro Luthier Rauno Nieminen.

En un jouhikko de tres cuerdas la cuerda central, o en un instrumento de dos cuerdas, la cuerda inferior o izquierda, es la cuerda del dron. El tono absoluto no es fijo, pero en los diagramas de Nieminen corresponde a un Re. La cuerda superior o derecha, pasando por encima del agujero para el dedo para cambiar la tonalidad, está digitada para dar una escala, y esta escala normalmente corre hacia arriba desde la nota una 4ª por encima del dron, o en los diagramas de Nieminen, Sol La Si Do Re Mi. La tercera o la cuerda izquierda se puede ajustar a un dron inferior, o hacia arriba para proporcionar una de las notas de la melodía.

## Técnica instrumental
Las cuerdas se detienen tocándolas con la parte posterior de los dedos (los nudillos o las uñas), ya que no hay mástil contra el que presionarlas. Este método de digitación es bastante similar al del gil o el sarangi que también carecen de mástiles. Para tocar la cuerda de la melodía, la mano se inserta a través de un agujero en la tabla plana de madera que constituye el tercio superior del instrumento.
En un instrumento de 3 cuerdas afinado Sol-Re-La, la primera nota de la escala se toca en la cuerda Sol, que no puede ser pulsada ya que se encuentra en el otro lado del dron y fuera del alcance del agujero para la mano. La segunda nota es la cuerda que se toca abierta. Las notas tercera, cuarta, quinta y sexta de la escala se reproducen con la parte posterior de los cuatro dedos, deteniendo la cuerda. Aunque es posible tocar notas más altas moviendo la mano más arriba de la cuerda, todas las melodías tradicionales están dentro de un rango de seis notas, las primeras seis notas de una escala mayor o menor.

## Revival moderno

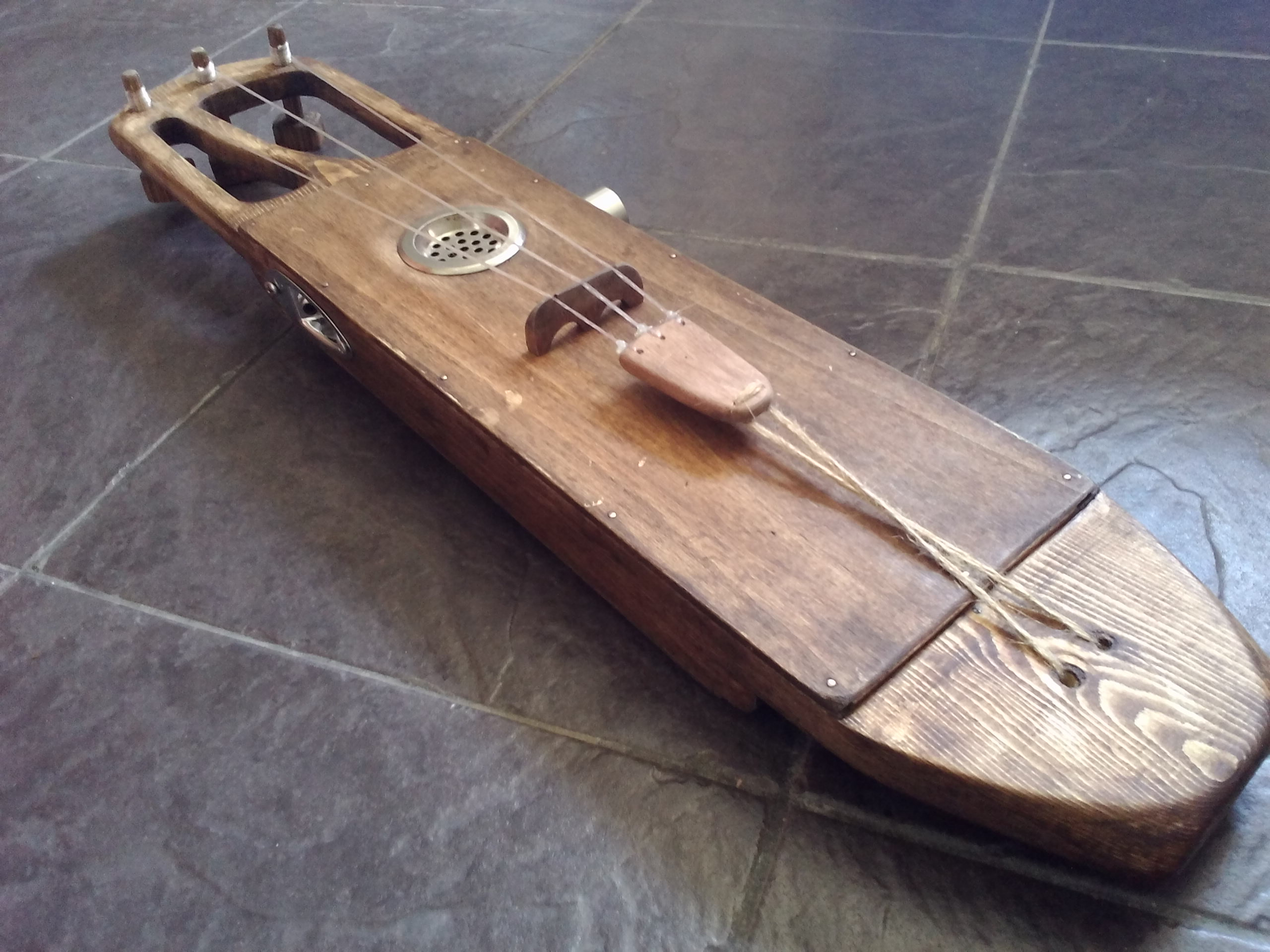
Jouhikko electroacústico por Charlie Bynum, Silver Spoon Music, NL. 2014

Los instrumentos modernos están hechos con cuerdas de pelo de caballo, nylon, intestino o incluso cuerdas de viola de metal. Siguiendo la técnica de la talharpa estonia, el agujero de la mano a menudo se hace más grande para que la mano se pueda insertar entre la primera y la segunda cuerda, deteniendo la primera con el interior de los dedos y la segunda con el exterior.
El uso reciente más destacado del jouhikko corresponde a la banda de folk finlandesa Jouhiorkesteri. Uno de los integrantes de esta, Rauno Nieminen, es un musicólogo especialista en el instrumento. Otras bandas que utilizan jouhikko incluyen la banda finlandesa de folk metal Korpiklaani, y las bandas estonias de folk metal Raud-Ants y Metsatöll.
Kvitrafn (Einar Selvik) de la banda noruega de música tradicional y folk Wardruna utiliza un Jouhikko fabricado por él mismo en su álbum de 2009 Runaljod – Gap Var Ginnunga.

## Instrumentos relacionados
El jouhikko es un miembro de una familia de instrumentos de tipo arpa de arco que se extiende desde el este de Rusia, a través de Escandinavia, a Gran Bretaña e Irlanda. La mayoría de estas regiones solo tienen evidencias muy escasas acerca de tradiciones extintas referidas a las arpas de arco. La talharpa estonia de cuatro cuerdas y el kannel hiiu tienen un agujero de mano más ancho y soportan un rango más amplio así como drones cambiantes. La crwth galesa es la más desarrollada de esta familia, con seis cuerdas, un mástil y una técnica interpretativa compleja. Las variantes extintas u oscuras incluyen el gue de Shetland y la crowd inglesa. Otros instrumentos están quizás menos estrechamente relacionados, incluyendo las cítaras de arco como el harppu finlandés, el fiðla islandés y el tautirut inuit norteamericano.

### Literatura
- Andersson, Otto. The Bowed Harp. Traducido y editado por Kathleen Schlesinger. London: New Temple Press, 1930.
- Andersson, Otto. The Bowed Harp of Trondheim Cathedral and Related Instruments in East and West. The Galpin Society Journal, Vol. 23, (agosto de 1970), pp. 4–34.
- Nieminen, Rauno. Jouhikko — The Bowed Lyre. Kansanmusiikki-instituutin julkaisuja, Vol. 61. 2007.